# Delimitação nacional na União Soviética

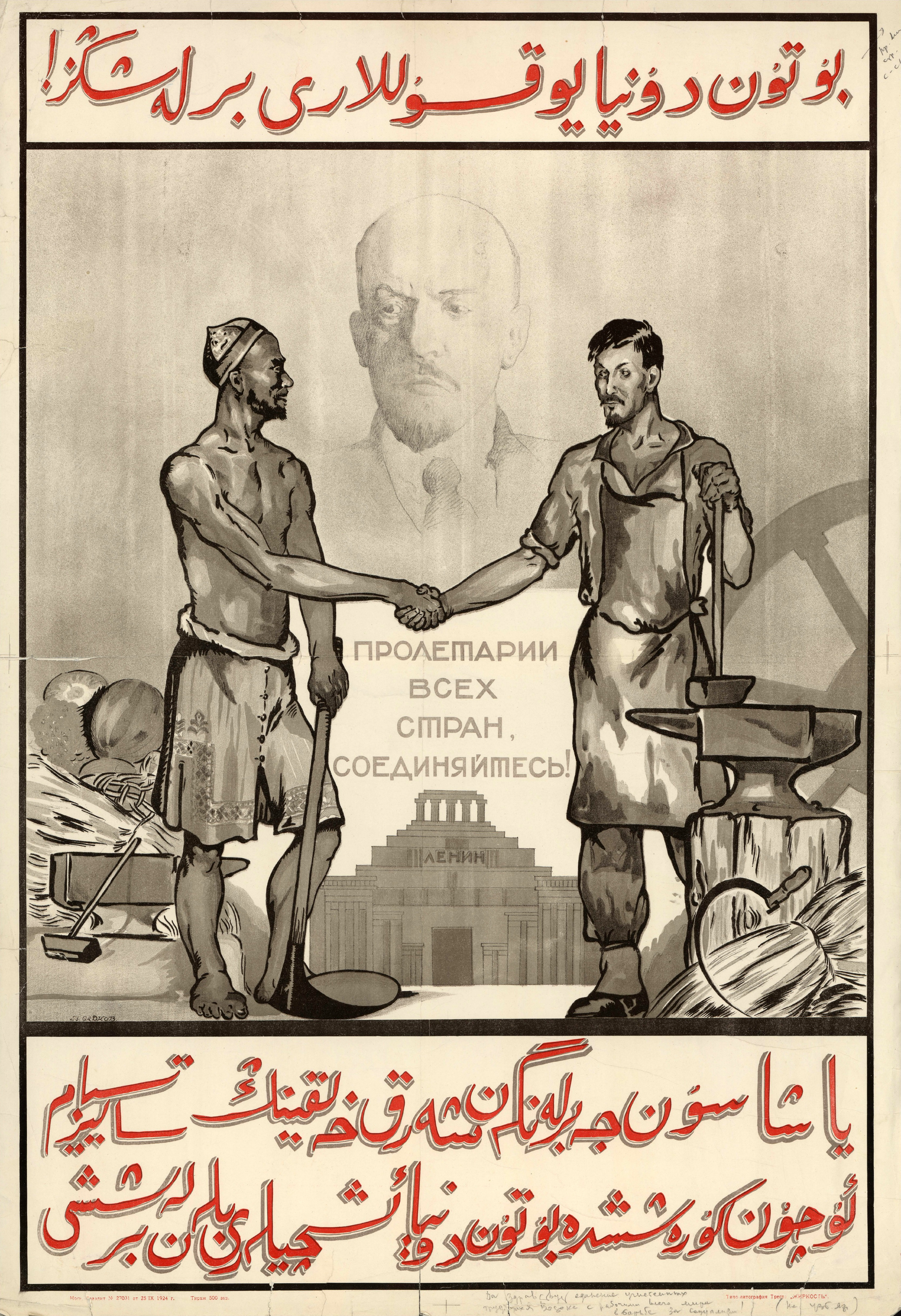
"Viva a unidade dos trabalhadores oprimidos do Oriente com os trabalhadores de todo o mundo na luta pelo socialismo!", um cartaz de 1924 na língua uzbeque

A delimitação nacional na União das Repúblicas Socialistas Soviéticas foi o processo de individualizar unidades territoriais nacionais bem definidas (repúblicas socialistas soviéticas; repúblicas socialistas soviéticas autônomas), oblasts (províncias) autônomos, raions (distritos) e okrugs (circuitos) da diversidade étnica da União das Repúblicas Socialistas Soviéticas (URSS) e suas sub-regiões. O termo em russo para esta política de estado soviético foi razmezhevanie (em russo:  национально-территориальное размежевание, natsionalno-territorialnoye razmezhevaniye ), que é traduzido como "delimitação territorial nacional", "demarcação" ou "partição".  A delimitação nacional fazia parte de um processo mais amplo de mudanças na divisão administrativo-territorial, que também alterava os limites das unidades territoriais, mas não estava necessariamente ligada a considerações nacionais ou étnicas.  A delimitação nacional na URSS era distinta da construção da nação ( em russo:  национальное строительство, literalmente "Construção da nação), que tipicamente se referia às políticas e ações implementadas pelo governo de uma unidade territorial nacional (um estado-nação ) após a delimitação. Na maioria dos casos, a delimitação nacional na URSS foi seguida de korenizatsiya (indigenização).

## Políticas de delimitação nacional na União Soviética
A Rússia pré-1917 era um estado imperial (Império), não um estado-nação. Nas eleições de 1905 para a Duma, os partidos nacionalistas receberam apenas 9% de todos os votos.  Os muitos grupos étnicos não russos que habitavam o Império Russo foram classificados como inorodtsy (estrangeiros). Após a Revolução de Fevereiro, as atitudes em relação a este tópico começaram a mudar.  No início de 1917, uma publicação socialista revolucionária chamada Dyelo Naroda, nº 5, pedia que a Rússia fosse transformada em um estado federal, tal como os Estados Unidos .  Especificamente, unidades constituintes separadas dentro deste estado federal seriam criadas para as várias regiões e grupos étnicos da Rússia (como a Pequena Rússia, Geórgia, Sibéria e Turquestão ). 
A Rússia soviética que substituiu o Império Russo em 1917 não era um estado-nação, nem a liderança soviética estava empenhada em transformar seu país em tal estado. No início da União Soviética, até mesmo a assimilação voluntária foi ativamente desencorajada, e tentou-se promover a autoconsciência nacional das populações não russas. Cada minoria étnica oficialmente reconhecida, por menor que fosse, recebeu seu próprio território nacional, onde gozou de certo grau de autonomia, escolas nacionais e elites nacionais.  Uma língua nacional escrita (se faltasse), planejamento de língua nacional, imprensa em língua nativa e livros escritos na língua nativa vieram com o território nacional, junto com instituições culturais como teatros.   As atitudes quanto a minorias étnicas mudaram substancialmente nos anos de 1930 a 1940 sob a liderança de Joseph Stalin (apesar de suas próprias origens étnicas georgianas ) com o advento de uma maior repressão va caracterizada pela abolição das instituições nacionais, deportações étnicas, terror nacional e russificação ( principalmente para aqueles com laços étnicos transfronteiriços com estados-nação estrangeiros na década de 1930 ou comprometidos segundo a perspectiva de Stalin durante a Grande Guerra Patriótica na década de 1940), embora a construção da nação muitas vezes continuasse simultaneamente para outros.    Após a criação da União Soviética dentro dos limites do antigo Império Russo, o governo bolchevique iniciou o processo de delimitação nacional e construção da nação, que durou até a década de 1920 e a maior parte da década de 1930. O projeto tentou construir nações a partir dos numerosos grupos étnicos da União Soviética. Definir uma nação ou grupo étnico politicamente consciente era em si uma questão politicamente carregada na União Soviética. Em 1913, Stalin, em sua obra O marxismo e a questão nacional, que posteriormente se tornou a pedra angular da política soviética em relação às nacionalidades, definiu nação como "uma comunidade estável e historicamente constituída de pessoas, formada com base em uma língua comum, território, vida econômica e constituição psicológica manifestada em uma cultura comum".  Muitas das nacionalidades ou comunidades sujeitas no Império Russo não atenderam totalmente a esses critérios. Não só as diversidades culturais, linguísticas, religiosas e tribais dificultaram o processo, mas também a falta de consciência política da etnicidade entre as pessoas foi um grande obstáculo. O processo baseou-se na Declaração dos Direitos dos Povos da Rússia, adotada pelo governo bolchevique em 15 de novembro de 1917, após a Revolução de Outubro, que reconhecia a igualdade e a soberania de todos os povos da Rússia; seu direito à livre autodeterminação, incluindo a secessão e a criação de um estado independente; liberdade de religião; e livre desenvolvimento de minorias nacionais e grupos étnicos no território da Rússia. 
A União Soviética (ou mais formalmente URSS – a União das Repúblicas Socialistas Soviéticas) foi estabelecida em 1922 como uma federação de nacionalidades, que acabou abrangendo 15 grandes territórios nacionais, cada um organizado como uma república no nível da União (República Socialista Soviética ou SSR ). Todas as 15 repúblicas nacionais, criadas entre 1917 e 1940, tinham direitos constitucionalmente iguais e posição igual na estrutura formal do poder estatal. A maior das 15 repúblicas – a Rússia – era etnicamente a mais diversa e desde o início foi constituída como a a República Socialista Federativa Soviética Russa, uma federação dentro de uma federação. A República Socialista Federativa Soviética Russa foi dividida no início da década de 1920 em cerca de 30 territórios étnicos autônomos ( Repúblicas Socialistas Soviéticas Autônomas – ASSR e oblasts autônomos – AO), muitos dos quais existem até hoje como repúblicas étnicas dentro da Federação Russa. Havia também um número muito grande de territórios étnicos de nível inferior, como distritos nacionais e sovietes de aldeias nacionais. O número exato de repúblicas soviéticas oblasts autonômos  variou ao longo dos anos, à medida que novas entidades foram criadas, enquanto entidades antigas mudaram de uma forma para outra, transformadas em repúblicas de nível da União (por exemplo, as repúblicas soviéticas do Cazaquistão e do Quirguistão criadas em 1936, SSR da Moldávia criada em 1940), ou foram absorvidos por territórios maiores (por exemplo, o ASSR da Crimeia absorvido pela República Soviética Russa em 1945 e a RSS alemã do Volga absorvido pelo RSFSR em 1941).
| República | República                                       | Mapa das Repúblicas da União entre 1956 e 1991 |
| --------- | ----------------------------------------------- | ---------------------------------------------- |
| 1         | República Socialista Federativa Soviética Russa |                                                |
| 2         | República Soviética da Ucrânia                  |                                                |
| 3         | Repúblia Soviética da Bielorrússia              |                                                |
| 4         | República Soviética do Uzbequistão              |                                                |
| 5         | República Soviética do Cazaquistão              |                                                |
| 6         | República Soviética da Geórgia                  |                                                |
| 7         | República Soviética do Azerbaijão               |                                                |
| 8         | República Soviética da Lituânia                 |                                                |
| 9         | República Sovíética da Moldávia                 |                                                |
| 10        | República Soviética da Letônia                  |                                                |
| 11        | República Soviética do Quirguistão              |                                                |
| 12        | República Soviética do Tajiquistão              |                                                |
| 13        | República Soviética da Armênia                  |                                                |
| 14        | República Soviética do Turcomenistão            |                                                |
| 15        | República Soviética da Estônia                  |                                                |

O primeiro censo populacional da URSS em 1926 listou 176 nacionalidades distintas.  Eliminando detalhes excessivos (por exemplo, quatro grupos étnicos para judeus  e cinco grupos étnicos para georgianos) e omitindo grupos étnicos muito pequenos, a lista foi condensada em 69 nacionalidades.  Essas 69 nacionalidades viviam em 45 territórios delimitados nacionalmente, incluindo 16 repúblicas de nível da União (Repúblicas Soviéticas) para as principais nacionalidades, 23 regiões autônomas (18 Repúblicas Socialistas Soviéticas Autônomas e 5 oblasts autônomos) para outras nacionalidades dentro da República Socialista Federativa Soviética Russa e 6 regiões autônomas dentro de outra União repúblicas de nível superior (uma no Uzbequistão, uma no Azerbaijão, uma na Tadjiquistão e três na Geórgia).
Mapa com as repúblicas étnicas da Federação Russa (2008) que sucederam os territórios nacionais da República Socialista Soviética da Rússia (pré-1990)
|                                                                                                   |                                                                                                | |
| 1. Adiguésia 2. Altai 3. Bascortostão 4. Buriácia 5. Daguestão 6. Inguchétia 7. Cabárdia Balcária | 8. Calmúquia9. Carachai-Circássia10. Carélia11. Cómi12. Mari El13. Mordóvia14. Sakha (Yakutia) | 15. Ossétia do Norte-Alânia16. Tartaristão17. Tuva18. Udmúrtia19. Cacássia20. Chechênia21. Chuváchia |

Mesmo com a concesão de territórios, diversas nacionalidades permaneceram sem territórios próprios nas décadas de 1920 e 1930. Em diversos casos, essas etnias estavam amplamente dispersos ou essas minorias estavam concentradas em áreas já designadas como república nacional para um grupo diferente, por exemplo, poloneses e judeus (que eram considerados uma nacionalidade) representavam até um terço da população em alguns áreas das repúblicas ucranianas ou bielorrussas ou quase metade da população em algumas cidades e vilas, mas além dos raions nacionais, 24 dos quais foram estabelecidos na RSS ucraniana, nenhuma entidade territorial particular foi criada (embora um Oblast Autônomo Judaico foi criado no Extremo Oriente russo em 1934). Para os judeus de língua iídiche dessas áreas, foram implementadas políticas como a designação do iídiche como língua oficial da república soviética da Bielorrússia e um sistema nacional de educação pública correspondente em iídiche, juntamente com a promoção da literatura e do teatro iídiche nessas áreas como bem como nas grandes cidades russas.  Outras minorias incluíam búlgaros, gregos, húngaros, ciganos, uigures, coreanos e gagauz (hoje os gagauz vivem em uma área compacta conhecida como gagauzia no sul da Moldávia, onde desfrutam de certa autonomia). Os alemães do Volga perderam seu território nacional com a eclosão da Segunda Guerra Mundial em 1941. Os povos do Norte não tinham repúblicas autônomas nem oblasts autônomos, mas desde a década de 1930 eles foram organizados em 10 okrugs nacionais, como o Okrug Autônomo de Chukotka, o Okrug Autônomo Koryak, o Okrug Autônomo Nenets e outros. 
Além de repúblicas nacionais, oblasts e okrugs, várias centenas de distritos nacionais (com população entre 10.000 e 50.000) e vários milhares de municípios nacionais (população de 500 a 5.000) foram estabelecidos. Em alguns casos, essa política exigia reassentamento voluntário ou forçado  para criar uma população compacta. A imigração de grupos étnicos transfronteiriços e o retorno de emigrados não russos à União Soviética durante a Nova Política Econômica, embora percebida como uma facilitação à espionagem, não foi desencorajada e prosseguiu de forma bastante ativa, contribuindo para a construção da nação. 
O medo soviético da influência estrangeira ganhou força com os esporádicos levantes de guerrilha étnica ao longo de toda a fronteira soviética ao longo da década de 1920. O governo soviético estava especialmente preocupado com a lealdade das populações finlandesa, polonesa e alemã. No entanto, em julho de 1925, as autoridades soviéticas se sentiram suficientemente seguras e, a fim de projetar a influência soviética para fora, explorando os laços étnicos transfronteiriços, concederam às minorias nacionais nas regiões fronteiriças mais privilégios e direitos nacionais do que nas regiões centrais. Esta política foi implementada com sucesso especialmente na RSS ucraniana, que a princípio conseguiu atrair a população polonesa de Kresy. No entanto, alguns comunistas ucranianos reivindicaram regiões vizinhas até mesmo do RSFS russa. 

## Delimitação nacional na Ásia Central

### Justificativa
A Rússia conquistou a Ásia Central no século 19, anexando os anteriormente independentes canatos de Kokand e Khiva e o Emirado de Bukhara. Depois que o comunismo tomou o poder em 1917 e com a criação da União Soviética, decidiu-se dividir a Ásia Central em repúblicas com base em etnias, processo  conhecido como Delimitação Territorial Nacional. Isso estava de acordo com a teoria comunista de que o nacionalismo era um passo necessário no caminho para uma sociedade eventualmente comunista, e a definição de nação de Josef Stalin como sendo "uma comunidade estável e historicamente constituída de pessoas, formada com base em uma língua comum, território, vida econômica e constituição psicológica manifestada em uma cultura comum”. 
As fronteiras da Ásia Central são muitas vezes vistas pelos críticos da URSS como uma tentativa de dividir e governar ; um meio para manter a hegemonia soviética sobre a região, dividindo artificialmente seus habitantes em nações separadas e com fronteiras deliberadamente traçadas para deixar minorias dentro de cada estado.  Embora os soviéticos estivessem preocupados com a possível ameaça do nacionalismo pan-turco,  como visto em sua reação ao movimento Basmachi, uma análise mais detalhada mostrou que a questão era bem mais complexa    
Os soviéticos pretendiam criar repúblicas etnicamente homogêneas; no entanto, muitas áreas tinham grande mistura étnica (especialmente o vale de Ferghana ), o que frequentemente se mostrava difícil de atribuir um  título étnico correto a alguns povos (por exemplo, a mistura tadjique-uzbeque de Sart, ou as várias tribos turcomanas/uzbeques ao longo do Amu Dária ).   Além disso, as elites locais frequentemente argumentavam fortemente (e, em alguns casos, exageravam) seu caso e os russos eram frequentemente forçados a julgar entre eles, ainda mais prejudicados pela falta de conhecimento especializado e pela escassez de dados etnográficos precisos ou atualizados. na região.   Além disso, o delimitação nacional também buscava criar entidades viáveis, com questões econômicas, geográficas, agrícolas e de infra-estrutura também a serem levadas em consideração e frequentemente superando as de etnicidade.   A tentativa de equilibrar esses objetivos contraditórios dentro de uma estrutura nacionalista geral provou ser extremamente difícil e muitas vezes impossível, resultando no desenho de fronteiras complicadas, múltiplos enclaves e a inevitável criação de grandes minorias que acabaram vivendo na república “errada”. Além disso, os soviéticos nunca pretenderam que essas fronteiras se tornassem fronteiras internacionais.

Ásia Central soviética em 1922 antes da delimitação nacional

### Criação de novas repúblicas e regiões autônomas
A delimitação nacional da área ao longo de linhas étnicas foi proposta já em 1920.   Nessa época, a Ásia Central consistia em duas Repúblicas Socialistas Soviéticas Autônomas (ASSRs) dentro da SFSR russa : a RSS do Turquestão, criada em abril de 1918 e cobrindo grandes partes do que hoje é o sul do Cazaquistão, Uzbequistão e Tadjiquistão, bem como o Turcomenistão, e o República Socialista Soviética Autônoma do Quirguistão (Kirghiz ASSR, Kirgizistan ASSR no mapa), que foi criada em 26 de agosto de 1920 no território que coincide aproximadamente com a parte norte do atual Cazaquistão (na época, os cazaques eram chamados de 'Quirguistão' e o que são agora os quirguizes eram considerados um subgrupo dos cazaques e referidos como 'Kara-Kyrgyz', ou seja, 'quirguizes negros'). Havia também as duas repúblicas sucessoras separadas do Emirado de Bukhara e do Canato de Khiva, que foram transformadas nas Repúblicas Soviéticas Populares de Bukhara e Khorezm após a assimiliação pelo Exército Vermelho em 1920. 
Em 25 de fevereiro de 1924, o Politburo e o Comitê Central da União Soviética anunciaram que prosseguiriam com o política de delimitação nacional na Ásia Central.   O processo seria supervisionado por um Comitê Especial do Bureau (Departamento)da Ásia Central, com três subcomitês para cada uma das principais nacionalidades da região (cazaques, turcomanos e uzbeques), com trabalho extremamente rápido.      Havia planos iniciais para possivelmente manter as repúblicas sovéticas de Khorezm e Bukhara, mas foi decidido em abril de 1924 dividi-los, apesar da oposição frequente de seus partidos comunistas locais. O Partido Comunista de Khorezm, em particular, estava relutante em destruir sua república e teve que ser fortemente armado para votar por sua própria dissolução em julho daquele ano. 
O Turquestão foi oficialmente dividido em duas Repúblicas Socialistas Soviéticas (SSR), o a RSS Turcomena  e o RSS Uzbeque .  A  RSS Turcomena  correspondia aproximadamente às fronteiras do atual Turcomenistão e foi criada como um lar para os turcomanos da Ásia Central soviética. As Repúblicas Soviéticas Populares de Bukhara e Khorezm foram em grande parte absorvidas pela RSS uzbeque, que também incluía outros territórios habitados por uzbeques, bem como aqueles habitados por tadjiques étnicos. Ao mesmo tempo, o a RSSA Tajique foi criado dentro da RSS Uzbeque para a população étnica Tajiques  e, em maio de 1929, foi separado da RSS Uzbeque e recebeu o status de uma República Socialista Soviética completa (o Tajik SSR ) .   O a RSS Quirguiz (atual Quirguistão) foi criado apenas em 1936; entre 1929 e 1936 existiu como o Oblast Autônomo de Kara-Kirghiz (província) dentro da SFSR russa .   A RSS do Cazaquistão também foi criada nessa época (5 de dezembro de 1936), completando assim o processo de delimitação nacional da Ásia Central Soviética em cinco Repúblicas Socialistas Soviéticas que em 1991 se tornariam cinco estados independentes.
Discussões amargas acompanharam a divisão das repúblicas soviéticas uzbeque e tadjique em 1929, focando especialmente no status das cidades de Bukhara, Samarcanda e a região de Surcã Dária, todas com populações tadjiques consideráveis, se não dominantes. A decisão final negociada pelos partidos uzbeque e tadjique, não sem forte envolvimento do Partido Comunista, deixou esses três territórios amplamente povoados por tadjiques dentro da república uzbeque povoada por turcos. A república soviética do Tadjiquistão foi criada em 5 de dezembro de 1929 como o lar da maioria dos tadjiques étnicos na Ásia Central soviética dentro dos limites do atual Tadjiquistão. 

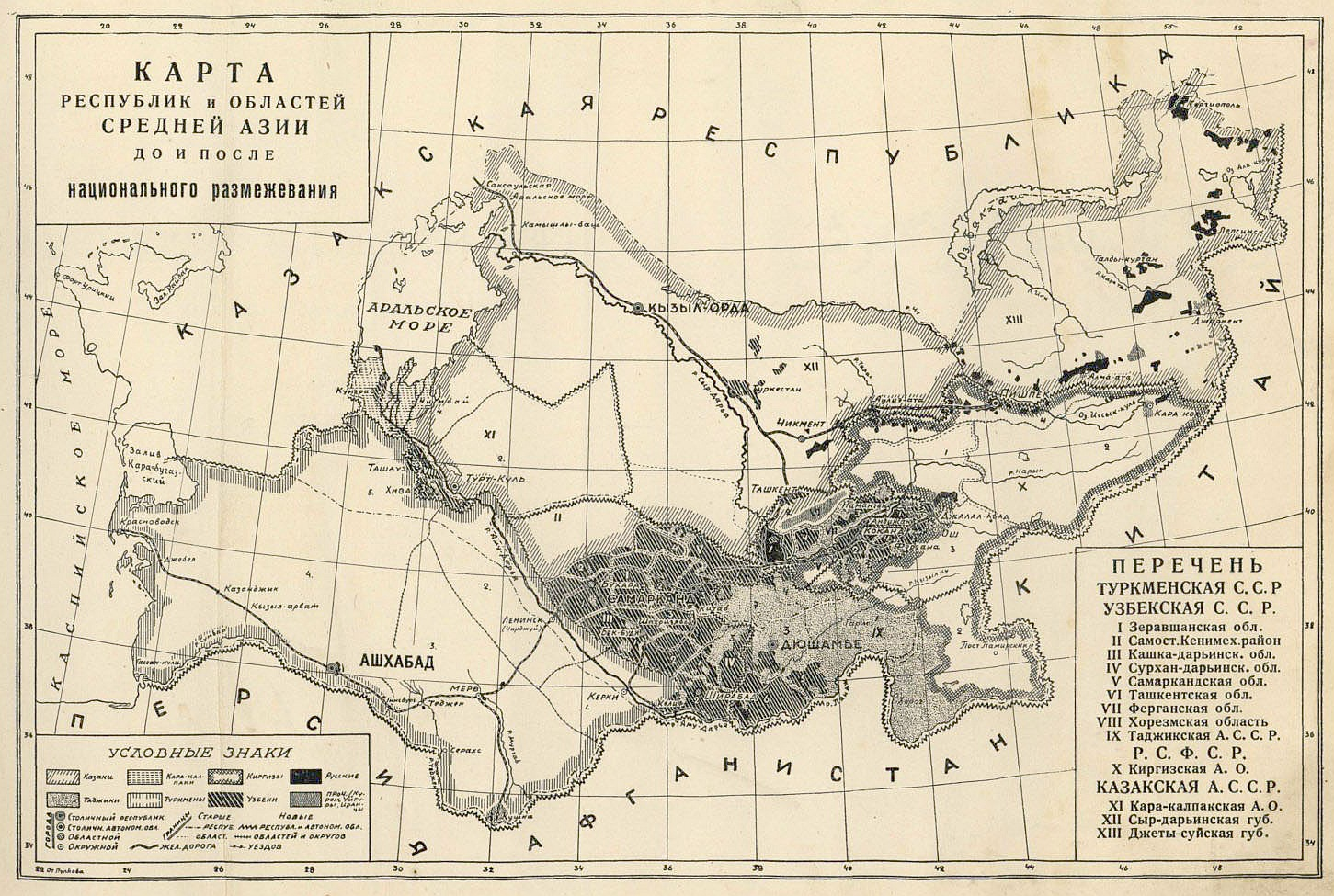
Delimitação nacional na Ásia Central 1924-1925

## Construção nacional para minorias étnicas
Nas décadas de 1920 e 1930, a política de delimitação nacional, que atribuiu territórios nacionais a etnias e nacionalidades, foi seguida pela construção da nação, tentando criar uma gama completa de instituições nacionais dentro de cada território nacional. Cada minoria étnica oficialmente reconhecida, por menor que seja, recebeu seu próprio território nacional onde gozava de certa autonomia, além das elites nacionais.  Uma língua nacional escrita foi desenvolvida (aso faltasse), o planejamento da língua nacional foi implementado, professores nativos foram treinados e escolas nacionais foram criadas. Isso sempre foi acompanhado pela imprensa em língua nativa e livros escritos na língua nativa, juntamente com outros aspectos da vida cultural. As elites nacionais foram encorajadas a desenvolver e assumir os cargos administrativos e partidários de liderança, às vezes em proporções superiores à proporção da população nativa.  

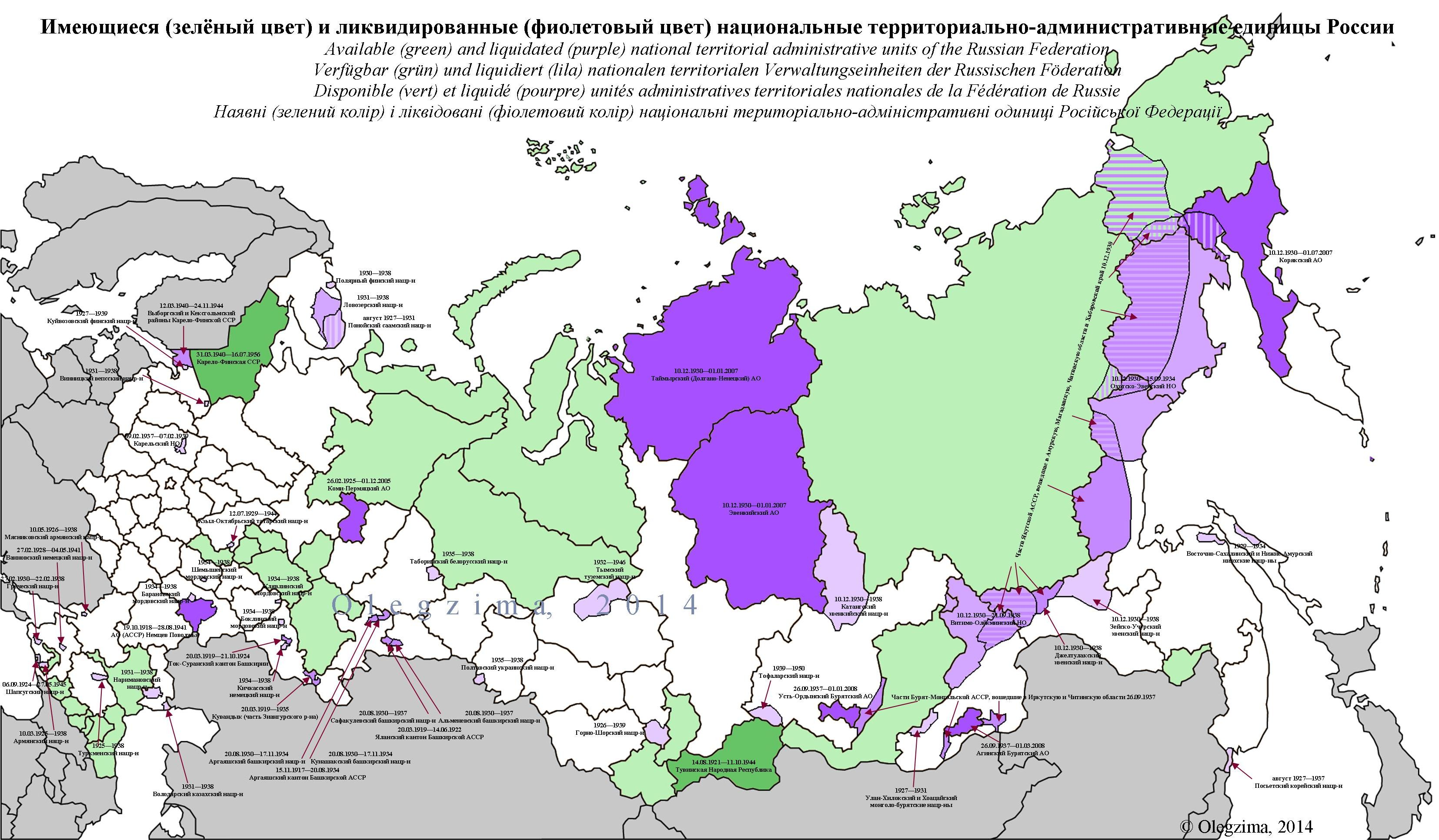
Unidades territoriais nacionais da Federação Russa que sucederam a SFSR russa em 1991

Com as crises de requisição de grãos, fome, condições econômicas conturbadas, desestabilização internacional e a reversão do fluxo de imigração no início dos anos 1930, a União Soviética permaneceu cada vez mais preocupada com a possível deslealdade de grupos étnicos da diáspora com laços transfronteiriços (especialmente finlandeses, alemães e poloneses ), os quais residiam ao longo de suas fronteiras ocidentais. Isso acabou levando ao início da política repressiva de Stalin em relação a eles. 
Após a introdução do sistema de passaportes soviético em 1932, a etnia de cada cidadão adulto foi obrigatoriamente registrada no passaporte. Nos casos em que as nacionalidades dos pais eram diferentes, o cidadão podia escolher qual nacionalidade registrar em seu passaporte.  Esta prática não existia no Império Russo e foi abolida na Federação Russa, embora permaneça lei em algumas ex-repúblicas soviéticas, incluindo Cazaquistão e Uzbequistão.  
O plano dos comunistas era  a totalidade das diversidades nacionais, culturais, linguísticas e territoriais sob seu domínio e criar critérios científicos para identificar quais grupos de pessoas tinham direito à descrição de nação (etnia). Essa tarefa dependia do trabalho existente de etnógrafos e estatísticos da era czarista, bem como de novas pesquisas conduzidas sob os auspícios soviéticos. Como a maioria não sabia o que significava uma nação, simplesmente deram nomes quando perguntadas sobre o grupo étnico. Haviam grupos eram biologicamente semelhantes, mas culturalmente diversos. Na Ásia Central, muitos identificaram sua "nação" como "muçulmana". Em outros casos, a geografia fazia a diferença, ou mesmo se a pessoa vivesse na cidade ou no campo. Sobretudo, dialetos ou línguas formariam  a base para distinguir entre várias nações. Os resultados eram muitas vezes contraditórios e confusos. Mais de 150 nações foram contadas somente na Ásia Central. Alguns foram rapidamente subordinadas a outros, com comunidades que até então eram contadas como "nações" agora consideradas simplesmente tribos. Como resultado, o número de nações encolheu ao longo das décadas.  